# Filistejci
Filistejci (hebrejsko פְּלִשְׁתִּים pelištīm, novoegipčansko Peleset) so bili staroveško ljudstvo, naseljeno v Filisteji, ozemlju med Sredozemskim morjem, Sirsko-arabsko puščavo, južnim Libanonom in Mrtvim morjem. Filisteja je danes del Palestine in Izraela. Filistejci so iz Biblije znani po stalnih sporih z Izraelci.
Primarni vir podatkov o Filistejcih je hebrejska Biblija, čeprav so dokazani že na reliefih Ramzesa III. v Medinet Habuju. Na slednjem se imenujejo Peleseti, kar ustreza hebrejskemu imenu Pelešet, in asirskim imenom Palastu, Pilišti ali Pilistu.
V hebrejski Bibliji so prvič omenjeni na seznamu Noetovih potomcev, kjer zanje piše, da so potomci Kasluhima, sina Hamovega sina Mizraima. Filistejci iz Prve Mojzesove knjige so bili Abrahamovi prijatelji in niso istovetni s Filistejci, ki so v rabinski devteronomski zgodovini opisani kot bojevito ljudstvo. Devteronomska zgodovina omenja "pet vladarjev Palestincev", se pravi vladarjev petih mestnih držav v jugozahodnem Levantu: Gaza, Aškelon, Ašdod, Ekron in Gat od Vadi Gaza na jugu do reke Jargon na severu. Opisi omenjajo, da so bili v nekem obdobju najnevarnejši sovražniki izraelskega kraljestva. V Septuaginti se v nasprotju s tem imenujejo allophuloi (grško  ἀλλόφυλοι) in ne Filistejci, kar preposto pomeni "drugo ljudstvo".
Poreklo Filistejcev je predmet več teorij. V nekaterih odlomkih v Bibliji so povezujejo z drugimi bibličnimi skupinami, na primer s Kaftoriti ter Keretiti in Peletiti. Ker sta bili slednji ljudstvi po poreklu s Krete, Filistejcem pripisovali egejsko poreklo. Egejska teorija o poreklu Filistejcev je sporna. Filistejci torej niso prišli niti s Krete niti z egejskih otokov, ampak verjetno z južne obale Male Azije ali iz Sirije.
Leta 2016 je bilo odkrito veliko filistejsko pokopališče, na katerem je bilo v ovalnih grobovih pokopanih več kot 150 pokojnikov. Oblika grobov kaže na egejski izvor, ki še ni potrjen z genetskimi analizami.

## Etimologija
Slovensko ime Filistejci zhaja iz latinskega Philistinus, to pa iz poznogrškega Philistinoi, hebrejskega Plištim, kar pomeni "ljudstvo iz Plišta", akadskega Palastu in egipčanskega Palusata. Isti izvor ima tudi ime Palestina.
Filistejci so še vedno predmet raziskav in ugibanj svetopisemske arheologije. Svetopisemski Filistejci se že od leta 1846 povezujejo z egipčanskimi Peleseti, omenjenimi na petih egipčanskih napisih iz obdobja od okoli 1150 do okoli 900 pr. n. št. Leta 1873 so se začele tudi primerjave z egejskimi Pelazgi. Dokazi za povezave Filistejcev s Pelazgi so etimološki in sporni. Arheološke raziskave niso mogle dokazati masovne naselitve Filistejcev v obdobju Ramzesa III. (1186–1155 pr. n. št.)
V luvijskih besedilih je omenjena Valistina, ki se je izgovarjala tudi Palistina, "kraljestvo nekje na ravnini 'Amuk, kjer je bilo nekoč kraljestvo Amurru".
Druga teorija, ki jo je predlagal Jacobsohn, trdi, da ime izhaja z dokazanega ilirskega naselja Paleste. Krajani so se po ustaljeni slovnični praksi imenovali Palestīnī.
Allen Jones je predlagal, da je ime Filisteja popačenka grškega izraza   phyle histia ("srčno pleme"), ki se v jonskem narečju izgovarja hestia.

## Omembe v Bibliji

### Tora(Pentatevh)
V seznamu Noetovih potomcev so Filistejci omenjeni kot potomci Micrajima, svetopisemskega praočeta Egipčanov: "Micrájimu so se rodili Ludéjci, Anaméjci, Lehabéjci, Naftuhéjci, Patroséjci, Kasluhéjci, od katerih so izšli Filistejci, in Kaftoréjci." Med razlagalci Biblije je nekaj nesoglesij okoli tega, ali so bili Filistejci potomci Kasluhejcev ali Kaftorejcev. Sporno je tudi poreklo samih Kasluhejcev in Kaftorejcev, ker jih imajo nekateri poznavalci za Semite.
Tora ne omenja Filistejcev kot ljudstva, ki bi ga bilo treba izgnati iz Kanaana, čeprav niso bili na seznamu ljudstev, katerim je Abraham podelil zemljo  "od Egipčanske reke do Evfrata". Bog je Izraelcem ukazal, naj se po izhodu iz Egipta izognejo filistejskemu ozemlju, v 1 Mojzes 21:22-27 pa je Abraham v nasprotju s tem pristal na prisego zvestobe filistejskemu kralju Abimelehu in njegovim naslednikom. Enak sporazum je s filistejskim kraljem sklenil tudi njegov sin Izak.

### Devteronomska zgodovina
Rabinski viri trdijo, da Filistejci iz Geneze niso bili enaki Filistejcem iz devteronomske zgodovine (knjige od Jozueta do Druge knjige kraljev). Razlikujejo se tudi v Septuaginti, v kateri je v Sodnikih in Samuelovi knjigi njihovo ime prevedno v ἀλλόφυλοι (alofiloi, druga ljudstva). Robert Drews iz tega sklepa, da je izraz Filistejci v tem obdobju pomenil preprosto "Neizraelce v Obljubljeni deželi".
V Sodnikih 13:1 je zapis, da so Filistejci v času Samsona štirideset let vladali Izraelcem. Prva Samuelova knjiga 5-6 pravi celo to, da so jim celo vzeli "Božjo skrinjo (zaveze) in jo (za nekaj mesecev) prinesli v Dagónov tempelj."
Nekaj svetopisemskim besedil, na primer Pripoved o skrinji zaveze, omenja, da je bil Gat v pozni železni dobi I in zgodnji železni dobi II pomembno mesto. Omenjen ja na kar 250 mestih, večinoma kot Izraelcem sovražno mesto, ki ga je nazadnje ukrotil kralj David. 
Filistejci so v Bibliji opisani večinoma kot glavni sovražniki Izraelcev. Do ustanovitve Novoasirskega cesarstva (10. stoletje pr. n. št.-pozno 7. stoletje pr. n. št.) sta se ljudstvi neprestano vojskovali. Filistejska mesta so takrat izgubila svojo neodvisnost in prišla pod oblast Asircev, ki so vse upore v naslednjih letih zadušili. Filisteja je bila kasneje vključena v Novobabilonsko cesarstvo in zatem v Ahemenidsko cesarstvo. V poznem 5. stoletju pr. n. št. so Filistejci kot prepoznavna etnična skupina povsem izginili.

### Preroki
Prerok Amos (1:8) omenja božjo obljubo, da bo izgnal Filistejce iz Ašdoda, Aškelona in Ekrona, kamor jih je pripeljal iz Kaftorja (Amos 9:7). V grški različici besedila jih je pripeljal iz Kapadokije.

### Bitke med Izraelci in Filistejci
V Bibliji so opisanje naslednje bitke med Izraelci in Filistejci:
- Bitka v Šefeli (2 Kroniška 28:18).
- Bitka pri Efeku, v kateri so Filistejci porazili Izraelce in jim vzeli skrinjo zaveze  (1 Samuel 4:1–10).
- Poraz Filistejcev pri Eben-Ezerju (1 Samuel 7:3–14).
- Za njo so imeli Filistejci nekaj uspešnih bitk, ki so jim omogočile podjarmljenje in lokalno razorožitev Izraelcev. V 1 Samuel 13:19–21 je zapis, da so bili izraelski kovači prepovedani, zato so morali Izrealci nosit pojedelsko orodje ostrit k filistejskim kovačem.
- Spopad pri Mihmasu, v kateri so Jonatan in njegovi možje iztrebili Filistejce  (1 Samuel 14).
- V bližini doline Elah je David v enem samem medsebojnem spopadu porazil Goliata   (1 Samuel 17).
- Filistejci so porazili Izraelce na gori Gilboa in ubili kralja Saula in njegove sinove Jonatana, Abinadaba in Malkishua  (1 Samuel 31).
- Ezekija je porazil Filistejce v Gazi in osvojil njihovo ozemlje  (2 Kralji 18:5–8).

## Arheološki dokazi

### Ozemlje
Po Jozui 13:3 in 1 Samuel 6:17 se je ozemlje Filistejcev imenovalo Filisteja. Tvorilo jo je pet mestnih držav (pentapolis) v jugozahodnem Levantu: Gaza, Aškelon, Ašdod, Ekron in Gat od vadija Gaza na jugu do reke Jargon na severu. Meja na vzhodu ni bila določena.
Tel Kasile (dobesedno "pristaniško mesto") in Afek  na severni meji filistejskega ozemlja sta bili naseljeni s s filistejskim in nefilistejskim prebivalstvom.
Položaj mesta Gat ni povsem zanesljivo določen. Trenutno prevladuje mnenje, da je stal na mestu sedanjega Tel es-Safija nedaleč od Ekrona. Nedoločen je tudi položaj mesta Ziklag, ki je v Bibliji omenjen kot mejno mesto med Filistejo in Izraelom.

### Egipčanski napisi
Biblicista Edward Hincks in William Osburn ml. sta leta 1846 povezala svetopisemske Filistejce s Peleseti na egipčanskih napisih. Oba avtorja sta jih leta 1873 povezala tudi z egejskimi Pelazgi. Dokazi za povezave so samo etimološki in zato sporni.
Napisov, ki bi jih napisali Palestinci, še niso odkrili ali prepoznali.
Na podlagi egipčanskih napisov o Pelesetih se je sklepalo, da so Kasluhejci, omenjeni tudi v Bibliji, tvorili del domnevnih  Ljudstev z morja, ki so v pozni Devetnajsti dinastiji  večkrat napadli Egipt. Njihove napade je dokončno prekinil Ramzes III., ki jih je večkrat porazil in naselil v Kanaanu, da bi tam obnovili porušena mesta. Obnovljena mesta so kasneje postala filistejski pentapolis  ("pet mest"). Israel Finkelstein domneva, da se je to zgodilo 25-50 let potem, ko so bila uničena in ponovno naseljena s Filistejci. Povsem mogoče je, da so bili sprva naseljeni v Egiptu, po smrti Ramzesa III. pa jim je bila dovoljena preselitev v Filistejo.
Naziv Peleset se pojavlja v štirih različnih egipčanskih besedilih iz obdobja Novega kraljestva. Dva od jih sta v Medinet Habuju in na Retorični steli v Deir el-Medini  iz obdobja Ramzesa III. (1186–1155 pr. n. št.).  Tretji je bil napisan tik po njegovi smrti (Papirus Harris I), četrti (Amenopov onomastikon) pa na koncu 12. ili na začetku 11. stoletja pr. n. št.
Napisi v Medinet Habuju vsebujejo podobe Ljudstev z morja, med njimi tudi Pelesetov, ki jih je porazil Ramzes III. v osmem letu svojega vladanja. Okoli leta 1175 pr. n. št. je Egipt napadla velika kopenska in pomorska vojska Ljudstev z morja, v kateri so bili Tjekerji, Šekeleši, Dejeni, Vešeši, Tereši, Šerdeni in prst. Ramzes III. je njihovo kopensko vojsko porazil v Djahiju na vzhodni sredozemski obali, ladjevje pa v delti Nila. Svoje zmage je dokumentiral v nizu napisov v svojem pogrebnem templju v Medinet Habuju. Iz prikazov bitk ni mogoče ugotoviti, katera našteta ljudstva so se v njih borila. Na podobnem reliefu na enem od podstavkov oziridskih kipov je iz spremnega besedila mogoče ugotoviti, da je bradati mož z obrito glavo ujeti poglavar Pelesetov. To je pripeljalo do razlage, da je Ramesses III. porazil Ljudstva z morja, vključno s Filistejci, in njihove ujetnike naselil v trdnjavah v južnem Kanaanu. Druga z naselitvijo Filistejcev povezana teorija domneva, da so Filistejci sami vdrli na to ozemlje in se tam naselili. Filistejski vojaki so bili precej visoki in obriti. Nosili so naprsnike in kratka krila. Njihovo glavno orožje je bil bojni voz z dvema konjema. Oboroženi so bili z majhnimi ščiti, kratkimi ravnimi meči in kopji.
Retorična stela je manj zgovorna, omenja pa Pelesete skupaj s Tereši, ki so "pluli po odprtem morju". Za Tereše se domneva, da so izvirali z obale Anatolije, njihova omemba skupaj s Peleseti pa morda kaže tudi na mogoč izvor in identiteto Filistejcev.
Bitke Ramzesa III. z Ljudstvi z morja omenja tudi Harrisov papirus, odkrit v grobnici v Medinet Habuju. Zapis pravi, da je faraon Pelesete "zmlel v prah" in ujetnike naselil v trdnjave. Harrisov papirus je mogoče razlagati na dva načina: faraon je vojne ujetnike naselil v Egiptu in ostanke Filistejcev/Ljudstev z morja izgnal v Kanaan, ali pa je Ljudstva z morja, predvsem Filistejce, tja naselil kot vojaške najemnike. Omenjene so tudi trdnjave v Kanaanu in Amonov tempelj, katerega nekateri znanstveniki umeščajo v Gazo. Zaradi nepopolnega opisa lokacij trdnjav je nemogoče ugotoviti tudi lokacije filistejskih naselij ob sredozemski obali.
Edina omemba petih filistejskih mest (pentapolis) v egipčanskih virih je v Amenopovem onomastikonu. Odlomek, ki jih omenja, je mogoče prevesti kot "Aškelon, Ašdod, Gaza, Asirija, Šubaru [...] Šerden, Tjeker, Peleset, Kurma [...]". Iz zapisa je mogoče sklepati, da so bila s temi mesti povezana tudi druga Ljudstva z morja.

### Sirska arheologija
Leta 2003 so med izkopavanji v citadeli Alepa pod vodstvom nemškega arheologa Kaya Kohlmeyerja odkrili kip kralja Taita z napisom v luvijskem jeziku. Po novem načinu branja anatolskih hieroglifov, ki sta predlagala hetitologa Elisabeth Rieken in Ilya Yakubovich, so z napisa razbrali, da je Taita vladal kraljestvu Palistin. Kraljestvo je v 11.-10. stoletju obsegalo ozemlje od doline Amik na zahodu do Alepa na vzhodu in Maharde in Šaizarja na jugu. Zaradi pododnosti imen Palistin in Filistejci so hetitolog John David Hawkins, ki je prevedel alepske napise, in arheologa Benjamin Sass in Kay Kohlmeyer predlagali hipotezo o povezavi sirsko-hetitskega Palistina s Filistejci.
Gershon Galil domneva, da je kralj David ustavil ekspanzijo Aramejcev v Deželo Izrael s pomočjo filistejskih kraljev na jugu in Toja, kralja Hamata, katerega istoveti s palistinskim kraljem Taitom I.
Povezava Palistina s Filistejci je zelo sporna. Izraelski profesor Itamar Singer meni, da arheologi do zdaj niso odkrili ničesar, kar bi kazalo na egejsko poreklo Palistinov. Večina odkritij v njihovi prestolnici  Tel Tajinat in imena njihovih kraljev kaže na novohetitsko državo. Singer je na podlagi arheoloških najdb predpostavil, da se je veja Filistejcev naselila v Tel Tajinatu, kjer jih zamenjala ali asimilirala nova luvijska populacija, ki je privzela palistinsko ime.

### Materialna kultura in egejska arheologija
Mnogi znanstveniki so keramične in tehnološke dokaze, ki jih je odkrila arheologija, povezovali s prihodom Filistejcev v 12. stoletju pr. n. št. iz Anatolije ali s Cipra, čeprav bi tja lahko prišli tudi s trgovanjem in prenosom tehnologije.
Domnevne povezave med filistejsko in mikensko kulturo so dokazale najdbe med izkopavanji v Ašdodu, Ekronu, Aškelonu in pred kratkin v Gatu, štirih od petih filistejskih mest v Kanaanu. Zlasti opazna je zgodnja filistejska lončenina, lokalno izdelana različica egejske mikenske lončenine iz obdobja pozna helada III, okrašena v rjavih in črnih tonih. Kaseje se je razvila v značilno filistejsko lončenino železne dobe I z rdečimi in črnimi dekoracijani na beli glini, znano kot filistejska dvobarvna posoda.
Zelo zanimiva je tudi velika, trdno zgrajena stavba s tlorisom 240 m2, ki so jo odkrili v Ekronu. Zidovi so bili široki, zasnovani kot nosilci za gornje nadstropje. Širok dodelan vhod je vodil v veliko dvorano, delno pokrito s streho, podprto z vrsto stebrov. Tla so bila tlakovana s prodniki, značilnimi za mikenske dvorane megaron. Drug prepoznaven arhitekturni element so bile tlakovane klopi in podiji. Med pomembnejšimi najdbami so bila tri majhna bronasta kolesa z osmimi naperami. Za takšna kolesa je znano, da so se v tem obdobju v egejski regiji uporabljala za prenosna kultna stojala, zato se domneva, da je imela stavba kultno funkcijo. 
Povezavo z mikensko kulturo dokazuje morda tudi napis PYGN ali PYTN, odkrit v Ekronu. Napis bi se lahko nanašal na starodavno mikensko poginjo Potnijo.
Med izkopavanji v Aškelonu, Ekronu in Gatu so odkrili kosti psov in prašičev, ki kažejo, da so te živali spadale v njihovo prehrano. Med pomembne najdbe spadajo vinske kleti in uteži statev, podobne mikenskim, odkritih v Grčiji.
Materialni dokazi, predvsem slogi lončenine, kažejo, da so se Filistejci najprej naselili v nekaj mestih na jugu Kanaana, predvsem v Aškelonu, Ašdodu in Ekronu. Širiti so se začeli šele nekaj desetletij kasneje okoli leta 1150 pr. n. št., predvsem v pokrajino Jarkon severno od sedanje Jaffe. V Tel Gerisi in Afeku so imeli kmetije z vsemi pritiklinami, v Tel Kasilu pa veliko naselje. Večina znanstvenikov je prepričana, da je gradnja naselij potekala v dveh fazah. V prvi, v obdobju Ramzesa III., je bila gradnja omejena na obalno ravnino, regijo petih mest. V drugi fazi, ki se je začela po zazpadu egipčanske oblasti v južnem Kanaanu, se je začel vpliv Filistejcev širiti v zaledje. V obdobju od 10. do 7. stoletja pr. n. št. se je filistejska materialna kultura pomešala s kulturami okoliških ljudstev.

#### Pokopavanje
Arheologi so več kot trideset let raziskovali filistejske grobove. V Aškelonu so odkrili pokopališče z več kot 150 grobovi iz 11. do 8. stoletja pr. n. št. Po treh letih izkopavanj so raziskave prekinili zaradi protestov skrajno ortodoksnih judovskih organizacij, češ da kršijo judovske verske zakone in oskrunjajo morebitne posmrtne ostanke pokopanih Judov. Arheologi so svoje ugotovitve objavili leta 2016.
Arheološki dokazi, med katere spadajo arhitektura, razporeditev grobov, keramika in črepinje lončenine, popisane z nesemitskimi besedili, kažejo, da Filistejci niso bili domorodni Kanaanci. Večina od 150 pokojnikov je bila pokopana v ovalnih grobovih. Nekateri so bili pokopani v izklesanih komornih grobnicah, štirje pa so bili kremirani. Takšna pogrebna praksa je bila zelo pogosta v egejskih kulturah, v Kanaanu pa ne. Znanstveniki so zato prepričani, da so Filistejci prišli v Kanaan po morju okoli leta 1175 pr. n. št. 
Ekipa Leona Levyja, ki raziskuje od leta 1985, je pomagala prelomiti nekatere prejšnje predpostavke, da so bili Filistejci nekulturni ljudje, ker so pokojnikom prilagali dišave, da ne bi smrdeli v posmrtnem življenju.

## Prebivalstvo
Število prebivalcev na filistejskem ozemlju  12. stoletju pr. n. št. je ocenjeno na 25.000. V 11. stoletju pr. n. št. se je povečalo na 30.000 in doseglo višek. Filistejska materialna kultura in krajevna imena kažejo, da je bila večina prebivalstva domorodna. Tujcev je bilo manj kot polovica, morda celo veliko manj. 

## Jezik
O filistejskem jeziku ni nobenega zanesljivega podatka. Na fragmentih lončenine iz obdobja okoli 1500-1000 pr. n. št. je nekaj napisov v nesemitskih jezikih, med njimi tudi eden v ciprsko-minojski pisavi.
Biblija ne omenja nobenih težav v sporazumevanju med Izraelci in Filistejci, kot jih omenja na primer v sporazumevanju z drugimi skupinami do babilonske okupacije. Nehemija (13:23-24), ki je pisal v ahemenidskem obdobju, piše, da je "polovica sinov Izraelcev, ki so imeli za žene Ašdódke, Amónke in Moábke, govorila po ašdódsko ali jezik drugih narodov, niso pa znali govoriti po judovsko" (jehûdît, judejska hebrejščina). Njihov jezik bi lahko bilo aramejsko narečje. Nekaj skromnih dokazov kaže, da bi Filistejci prvotno lahko govorili indoevropski jezik, ki so ga privzeli od grških ali luvijskih govorcev na obali Male Azije. Nekaj filistejskih besed v Bibliji kaže, da njihov jezik ni bil soroden drugim semitskim jezikom. Te teorije kažejo, da so bile semitske besede v filistejščini sposojenke iz drugih jezikov v regiji. Filistejska beseda seren  (kapitan)  bi lahko bila sorodna z grško besedo tyrannos, za katero nekateri jezikoslovci domnevajo, da je prišla v grščino iz enega od anatolskih jezikov, morda luvijščina ali lidijščine. Večina filistejskih osebnih imen je semitskih (na primer Ahimeleh, Mitinti, Hanun in Dagon), med njimi pa so tudi filistejska, na primer Goliat, Ahiš in Fikol. Nedavno odkriti napisi v hieroglifski luvijščini in palistinščini kažejo povezavo med jezikom v Palistinskem kraljestvu in jezikom Filistejcev v jugozahodnem Levantu.

## Religija
V Filisteji so častili bogove Baala, Astarto in Dagona, ki so bili prisotni že v zgodnjem kanaanskem panteonu.

## Gospodarstvo
Izkopavanja na domnevno filistejskem ozemlju so pokazala, da so bila mesta skrbno načrtovana in imela celo industrijske cone. Samo v Ekronu so odkrili okoli 200 stiskalnic za oljčno olje. Srokovnjaki so izračunali, da bi proizvodnja oljčnega olja lahko bila večja od 1.000 ton letno, kar znaša približno 30% proizvodnje olja v sodobnem Izraelu.
Odkritja kažejo tudi na veliko industrijo fermentiranih pijač, predvsem piva in vina. Med najdbami so številne pivovarne, vinske kleti in trgovine za prodajo piva in vina. Med najdeno lončenino so najpogostejši vrčki za pivo in kraterji za vino.